# پست‌بوم یاقوتستان مرکزی
پست‌بوم یاقوتستان مرکزی (روسی: Центральноякутская равнина) یک دشت آبرفتی پست در سیبری روسیه است.
این پست‌بوم (Lowland) از نظر تقسیمات کشوری، در جمهوری یاقوتستان قرار دارد و دشت گسترده‌ای است که میان سیبری شرقی و مرکزی واقع شده و یکی از مناطق بزرگ روسیه را تشکیل می‌دهد.
یاکوتسک و چند سکونتگاه پیرامون آن، مهم‌ترین شهر این منطقه است ولی بخش عمده این منطقه غیرمسکونی است.

## جغرافیا
پست‌بوم‌های یاقوتسان مرکزی در امتداد حوضه مرکزی رود لنا و بخشی از پایین‌دست آن قرار دارد. طول آن حدود ۹۰۰ کیلومتر است و عرض آن به ۳۵۰ کیلومتر می‌رسد. ارتفاع این پست‌بوم به‌تدریج از فلات سیبری مرکزی به سمت غرب و فلات لنا به سمت جنوب و جنوب‌غربی کاهش می‌یابد. این پست‌بوم به سمت شمال‌غربی با پست‌بوم سیبری شمالی ادغام شده و به سمت شمال به حوضه آبریز رودهای لنا و اولنیوک محدود می‌شود. این پست‌بوم به سمت شرق و شمال‌شرق به بلندی‌های کوهستان ورخویانسک می‌رسد که غربی‌ترین بخش کوه‌های سیبری شرقی است.

## زمین‌شناسی
این پست‌بوم از نظر زمین‌شناسی تقریباً مطابق با بخش‌های شرقی و پست حوضه رسوبی ویلیوی است که از نهشته‌های رسوبی دوران میانه‌زیستی و ماسه و لوم دوره کواترنری پوشیده شده‌است که هر دو منشأ آبرفتی و بادی دارند.